# Alejandro Garnacho
Alejandro Garnacho Ferreyra (Madrid, 1º luglio 2004) è un calciatore spagnolo naturalizzato argentino, attaccante del Manchester Utd e della nazionale argentina, con cui è diventato campione del Sud America nel 2024.

## Biografia
È in possesso della cittadinanza argentina grazie alle origini della madre, nata nel Paese sudamericano.

## Caratteristiche tecniche
Ala di piede destro, può giocare su tutto il fronte offensivo. Veloce, tecnico e in possesso d'un buon dribbling, preferisce partire largo per poi accentrarsi e provare il tiro o l'assist. Ha dichiarato d'ispirarsi a Cristiano Ronaldo.

## Carriera

### Club

#### Manchester United
Cresciuto nel settore giovanile dell'Atlético Madrid, nel 2020 si trasferisce in quello dal Manchester Utd. L'anno seguente, grazie alle ottime prestazioni fornite, ottiene il suo primo contratto da professionista.
Il 28 aprile 2022 esordisce con i Red Devils durante la penultima giornata di Premier League, pareggiata in casa del Chelsea (1-1): in tale occasione, entra in campo al posto di Anthony Elanga nei minuti finali del match. Il 22 maggio seguente gioca la sua seconda partita per il club di Manchester, sempre in campionato, sostituendo Diogo Dalot al 79' minuto della partita, persa per 1-0 contro Crystal Palace.
Per la stagione 2022-2023 viene definitivamente promosso in prima squadra dall'allenatore Erik ten Hag. Dopo alcune presenze da subentrato, il 27 ottobre 2022 gioca la sua prima gara da titolare, in Europa League, contribuendo al 3-0 finale inflitto allo Sheriff Tiraspol. La settimana seguente, sempre in tale competizione, realizza ai danni della Real Sociedad la sua prima rete in carriera. Il 13 novembre, invece, è autore del suo primo gol in Premier League, che sancisce, al 93', la vittoria per 1-2 in casa del Fulham. Il 26 febbraio vince la Coppa di Lega inglese, il suo primo trofeo in carriera.

### Nazionale
Dopo aver rappresentato la nazionale Under-18 spagnola in tre occasioni, il 26 marzo 2022 debutta con la nazionale Under-20 argentina in occasione dell'amichevole pareggiata 2-2 contro la nazionale Under-20 statunitense. Nel maggio successivo partecipa con la nazionale giovanile argentina al Torneo di Tolone, rendendosi protagonista della competizione grazie a 4 reti segnate in altrettante partite giocate.
Nel marzo 2023 viene convocato per la prima volta dalla nazionale maggiore argentina, con cui esordisce il 15 giugno del medesimo anno nel successo per 2-0 in amichevole contro l'Australia.

## Statistiche

### Presenze e reti nei club
Statistiche aggiornate al 17 maggio 2025.
| Stagione              | Squadra               | Campionato            | Campionato | Campionato | Coppe nazionali | Coppe nazionali | Coppe nazionali | Coppe continentali | Coppe continentali | Coppe continentali | Altre coppe | Altre coppe | Altre coppe | Totale | Totale |
| Stagione              | Squadra               | Comp                  | Pres       | Reti       | Comp            | Pres            | Reti            | Comp               | Pres               | Reti               | Comp        | Pres        | Reti        | Pres   | Reti   |
| --------------------- | --------------------- | --------------------- | ---------- | ---------- | --------------- | --------------- | --------------- | ------------------ | ------------------ | ------------------ | ----------- | ----------- | ----------- | ------ | ------ |
| 2021-2022             | Manchester Utd        | PL                    | 2          | 0          | FACup+CdL       | 0               | 0               | UCL                | 0                  | 0                  | -           | -           | -           | 2      | 0      |
| 2022-2023             | Manchester Utd        | PL                    | 19         | 3          | FACup+CdL       | 4+5             | 1+0             | UEL                | 6                  | 1                  | -           | -           | -           | 34     | 5      |
| 2023-2024             | Manchester Utd        | PL                    | 36         | 7          | FACup+CdL       | 6+2             | 1+1             | UCL                | 6                  | 1                  | -           | -           | -           | 50     | 10     |
| 2024-2025             | Manchester Utd        | PL                    | 36         | 6          | FACup+CdL       | 3+3             | 0+3             | UEL                | 15                 | 1                  | CS          | 1           | 1           | 58     | 11     |
| Totale Manchester Utd | Totale Manchester Utd | Totale Manchester Utd | 93         | 16         |                 | 13+10           | 2+4             |                    | 27                 | 3                  |             | 1           | 1           | 144    | 26     |
| Totale carriera       | Totale carriera       | Totale carriera       | 93         | 16         |                 | 13+10           | 2+4             |                    | 27                 | 3                  |             | 4           | 2           | 147    | 27     |

### Cronologia presenze e reti in nazionale
| Cronologia completa delle presenze e delle reti in nazionale ― Argentina | Cronologia completa delle presenze e delle reti in nazionale ― Argentina | Cronologia completa delle presenze e delle reti in nazionale ― Argentina | Cronologia completa delle presenze e delle reti in nazionale ― Argentina | Cronologia completa delle presenze e delle reti in nazionale ― Argentina | Cronologia completa delle presenze e delle reti in nazionale ― Argentina | Cronologia completa delle presenze e delle reti in nazionale ― Argentina | Cronologia completa delle presenze e delle reti in nazionale ― Argentina |
| Data                                                                     | Città                                                                    | In casa                                                                  | Risultato                                                                | Ospiti                                                                   | Competizione                                                             | Reti                                                                     | Note                                                                     |
| ------------------------------------------------------------------------ | ------------------------------------------------------------------------ | ------------------------------------------------------------------------ | ------------------------------------------------------------------------ | ------------------------------------------------------------------------ | ------------------------------------------------------------------------ | ------------------------------------------------------------------------ | ------------------------------------------------------------------------ |
| 15-6-2023                                                                | Pechino                                                                  | Argentina                                                                | 2 – 0                                                                    | Australia                                                                | Amichevole                                                               | -                                                                        | 74’                                                                      |
| 19-6-2023                                                                | Giacarta                                                                 | Indonesia                                                                | 0 – 2                                                                    | Argentina                                                                | Amichevole                                                               | -                                                                        | 60’                                                                      |
| 12-9-2023                                                                | La Paz                                                                   | Bolivia                                                                  | 0 – 3                                                                    | Argentina                                                                | Qual. Mondiali 2026                                                      | -                                                                        | 85’                                                                      |
| 22-3-2024                                                                | Filadelfia                                                               | Argentina                                                                | 3 – 0                                                                    | El Salvador                                                              | Amichevole                                                               | -                                                                        | 46’                                                                      |
| 26-3-2024                                                                | Los Angeles                                                              | Argentina                                                                | 3 – 1                                                                    | Costa Rica                                                               | Amichevole                                                               | -                                                                        | 71’                                                                      |
| 29-6-2024                                                                | Miami Gardens                                                            | Argentina                                                                | 2 – 0                                                                    | Perù                                                                     | Coppa America 2024 - 1º turno                                            | -                                                                        | 66’                                                                      |
| 5-9-2024                                                                 | Buenos Aires                                                             | Argentina                                                                | 3 – 0                                                                    | Cile                                                                     | Qual. Mondiali 2026                                                      | -                                                                        | 79’                                                                      |
| 14-11-2024                                                               | Asunción                                                                 | Paraguay                                                                 | 2 – 1                                                                    | Argentina                                                                | Qual. Mondiali 2026                                                      | -                                                                        | 64’                                                                      |
| Totale                                                                   |                                                                          | Presenze                                                                 | 8                                                                        |                                                                          | Reti                                                                     | 0                                                                        |                                                                          |

## Palmarès

### Club

#### Competizioni giovanili
- FA Youth Cup: 1

Manchester United: 2021-2022

#### Competizioni nazionali
- Coppa di Lega inglese: 1

Manchester United: 2022-2023
- Coppa d'Inghilterra: 1

Manchester United: 2023-2024

### Nazionale
- Coppa America: 1

Stati Uniti 2024

### Individuale
- FIFA Puskás Award: 1

2024